# Задача о наименьшей грамматике
В теории формальных языков задачей о наименьшей грамматике называется задача нахождения наименьшей контекстно-свободной грамматики, которая порождает уникальную последовательность символов. Размер грамматики частью авторов определяется числом символов в правой части правил вывода.
Но иногда включается и число правил.